# Elbert D. Thomas
Elbert D. Thomas (Salt Lake City, 1883. június 17. – Honolulu, 1953. február 11.) az Amerikai Egyesült Államok szenátora (Utah, 1933–1951).